# ماونت هلتی هایتس (اوهایو)
ماونت هلتی هایتس (به انگلیسی: Mount Healthy Heights) یک منطقهٔ مسکونی در ایالات متحده آمریکا است که در شهرستان همیلتون، اوهایو واقع شده‌است. ماونت هلتی هایتس ۲٫۰ کیلومتر مربع مساحت و ۳٬۲۶۴ نفر جمعیت دارد و ۲۵۸ متر بالاتر از سطح دریا واقع شده‌است.